# Twelve Carat Tour
El Twelve Carat Tour —en español: Gira de doce quilates— es la cuarta gira de conciertos del rapero y cantante estadounidense Post Malone, en apoyo de su cuarto álbum de estudio Twelve Carat Toothache (2022). La gira comenzó en Omaha, Estados Unidos el 10 de septiembre de 2022 y concluyó en Ámsterdam, Países Bajos el 19 de mayo de 2023.

## Antecedentes
El 13 de junio de 2022, Post anunció su cuarta gira de conciertos, junto con su telonero, el también rapero y cantante estadounidense Roddy Ricch, quien se unió a él en la etapa europea del Beerbongs & Bentleys Tour en 2019. El 17 de junio, más Se agregaron espectáculos en Toronto, Boston, la ciudad de Nueva York, Inglewood y Los Ángeles. Durante la primera semana de la gira, se anunció en el Instagram de Zack Bia que proporcionaría un set de DJ de apertura en los programas en los que Roddy Ricch estuvo ausente.
El 17 de septiembre de 2022, Post estaba actuando en su concierto de San Luis cuando se cayó al escenario debido a que una trampilla de su guitarra acústica no estaba cerrada. A pesar de la caída, terminó el espectáculo de forma condensada y continuó con la gira la noche siguiente. Una semana después, Post tuvo que posponer su segundo concierto en Boston para el 10 de octubre debido a que se despertó con dolores punzantes y crujidos en el lugar donde se golpeó las costillas cuando cayó al escenario la semana anterior. Regresó a la gira según lo programado tres noches después a pesar de que su hospitalización reveló que tenía una fractura de costilla menor.
El 28 de febrero de 2023, Post anunció la etapa europea de la gira, con Rae Sremmurd uniéndose como acto de apertura en la mayoría de las fechas.

## Descripción

### Canciones
El repertorio original de la gira está conformado por veintidós canciones, de las cuales nueve fueron extraídas del álbum Twelve Carat Toothache (2022), incluyendo sus respectivos sencillos: «One Right Now», «Cooped Up» y «I Like You (A Happier Song)». También incluye doce sencillos de Post Malone lanzados entre los años 2015 y 2019; estos por orden cronológico son: «White Iverson», «Go Flex», «Congratulations», «Rockstar», «I Fall Apart», «Candy Paint», «Psycho», «Better Now», «Sunflower», «Wow.», «Circles» y «Take What You Want». Dos canciones del álbum beerbongs & bentleys (2018) que no fueron lanzadas como sencillos se incluyeron en el repertorio: «Over Now» y «Stay».

## Repertorio

### Etapa 1
1. «Reputation»
2. «Wow.»
3. «I Like You (A Happier Song)»
4. «Wrapped Around Your Finger»
5. «Better Now»
6. «Psycho»
7. «Candy Paint»
8. «I Fall Apart»
9. «Euthanasia» (acústico)
10. «Stay» (acústico)
11. «Go Flex» (acústico)
12. «Circles» (acústico solo hasta el primer estribillo)
13. «Love/Hate Letter to Alcohol»
14. «Take What You Want»
15. «When I’m Alone»
16. «Over Now»
17. «Rockstar»
18. «Insane»
19. «Cooped Up»
20. «Sunflower»
21. «One Right Now»
22. «Congratulations»

Encore
1. «White Iverson» (agregada al repertorio el 11 de septiembre de 2022)

### Etapa 2
1. «Reputation»
2. «Wow.»
3. «I Like You (A Happier Song)»
4. «Wrapped Around Your Finger»
5. «Better Now»
6. «Psycho»
7. «Candy Paint»
8. «I Fall Apart»
9. «Euthanasia» (acústico)
10. «Stay»
11. «Feeling Whitney» (interpretada el 25 de abril en lugar de "Stay")
12. «Lemon Tree» (acústico solo hasta el primer estribillo)
13. «Circles»
14. «Love/Hate Letter to Alcohol»
15. «Take What You Want»
16. «When I’m Alone»
17. «Over Now»
18. «rockstar»
19. «Goodbyes»
20. «Cooped Up»
21. «Sunflower»
22. «Chemical»
23. «Congratulations»

Encore
1. «White Iverson»

## Fechas
| Día                      | Ciudad           | País           | Lugar                      | Acto de apertura | Entradas vendidas        | Recaudación |
| ------------------------ | ---------------- | -------------- | -------------------------- | ---------------- | ------------------------ | ----------- |
| Norteamérica             |                  |                |                            |                  |                          |             |
| 10 de septiembre de 2022 | Omaha            | Estados Unidos | CHI Health Center          | Smitty           | 13,545 / 13,545 (100%)   | $1,796,289  |
| 11 de septiembre de 2022 | Saint Paul       | Estados Unidos | Xcel Energy Center         | Roddy Ricch      | 13,953 / 13,953 (100%)   | $1,963,288  |
| 14 de septiembre de 2022 | Chicago          | Estados Unidos | United Center              | Roddy Ricch      | 13,094 / 13,094 (100%)   | $1,879,551  |
| 15 de septiembre de 2022 | Milwaukee        | Estados Unidos | Fiserv Forum               | Roddy Ricch      | 11,146 / 11,146 (100%)   | $1,365,687  |
| 17 de septiembre de 2022 | San Luis         | Estados Unidos | Enterprise Center          | Roddy Ricch      | 12,703 / 12,703 (100%)   | $1,729,229  |
| 18 de septiembre de 2022 | Columbus         | Estados Unidos | Nationwide Arena           | Roddy Ricch      | 13,075 / 13,075 (100%)   | $1,956,158  |
| 20 de septiembre de 2022 | Toronto          | Canadá         | Scotiabank Arena           | Zack Bia         | 25,802 / 25,802 (100%)   | $3,232,912  |
| 21 de septiembre de 2022 | Toronto          | Canadá         | Scotiabank Arena           | Zack Bia         | 25,802 / 25,802 (100%)   | $3,232,912  |
| 23 de septiembre de 2022 | Boston           | Estados Unidos | TD Garden                  | Zack Bia         | 12,331 / 12,331 (100%)   | $1,899,475  |
| 27 de septiembre de 2022 | Cleveland        | Estados Unidos | Rocket Mortgage FieldHouse | Zack Bia         | 12,246 / 12,246 (100%)   | $1,417,937  |
| 28 de septiembre de 2022 | Pittsburgh       | Estados Unidos | PPG Paints Arena           | Zack Bia         | 12,912 / 12,912 (100%)   | $1,786,319  |
| 1 de octubre de 2022     | Detroit          | Estados Unidos | Little Caesars Arena       | Zack Bia         | 13,054 / 13,054 (100%)   | $2,180,000  |
| 2 de octubre de 2022     | Indianápolis     | Estados Unidos | Gainbridge Fieldhouse      | Zack Bia         | 11,556 / 11,556 (100%)   | $1,729,983  |
| 4 de octubre de 2022     | Washington D. C. | Estados Unidos | Capital One Arena          | Roddy Ricch      | 13,045 / 13,045 (100%)   | $1,647,248  |
| 6 de octubre de 2022     | Filadelfia       | Estados Unidos | Wells Fargo Center         | Roddy Ricch      | 12,531 / 12,531 (100%)   | $1,785,961  |
| 7 de octubre de 2022     | Newark           | Estados Unidos | Prudential Center          | Roddy Ricch      | 12,138 / 12,138 (100%)   | $1,660,269  |
| 9 de octubre de 2022     | Elmont           | Estados Unidos | UBS Arena                  | Roddy Ricch      | 12,713 / 12,713 (100%)   | $1,384,574  |
| 10 de octubre de 2022    | Boston           | Estados Unidos | TD Garden                  | Roddy Ricch      | 12,331 / 12,331 (100%)   | $1,899,475  |
| 12 de octubre de 2022    | Nueva York       | Estados Unidos | Madison Square Garden      | Roddy Ricch      | 24,880 / 24,880 (100%)   | $3,286,899  |
| 13 de octubre de 2022    | Nueva York       | Estados Unidos | Madison Square Garden      | Roddy Ricch      | 24,880 / 24,880 (100%)   | $3,286,899  |
| 15 de octubre de 2022    | Columbia         | Estados Unidos | Colonial Life Arena        | Roddy Ricch      | 12,240 / 12,240 (100%)   | $1,793,476  |
| 16 de octubre de 2022    | Nashville        | Estados Unidos | Bridgestone Arena          | Roddy Ricch      | 12,742 / 12,742 (100%)   | $2,002,795  |
| 18 de octubre de 2022    | Atlanta          | Estados Unidos | State Farm Arena           | Roddy Ricch      | 11,639 / 11,639 (100%)   | $1,275,002  |
| 21 de octubre de 2022    | Dallas           | Estados Unidos | American Airlines Center   | Roddy Ricch      | 12,826 / 12,826 (100%)   | $2,027,802  |
| 22 de octubre de 2022    | Austin           | Estados Unidos | Moody Center               | Roddy Ricch      | 11,263 / 11,263 (100%)   | $1,690,911  |
| 25 de octubre de 2022    | Houston          | Estados Unidos | Toyota Center              | Roddy Ricch      | 11,103 / 11,103 (100%)   | $2,020,282  |
| 26 de octubre de 2022    | Fort Worth       | Estados Unidos | Dickies Arena              | Roddy Ricch      | 111,860 / 11,860 (100%)  | $1,473,785  |
| 28 de octubre de 2022    | Tulsa            | Estados Unidos | BOK Center                 | Roddy Ricch      | 12,222 / 12,222 (100%)   | $1,443,581  |
| 30 de octubre de 2022    | Denver           | Estados Unidos | Ball Arena                 | Roddy Ricch      | 10,750 / 10,750 (100%)   | $1,893,423  |
| 1 de noviembre de 2022   | Salt Lake City   | Estados Unidos | Vivint Arena               | Roddy Ricch      | 12,805 / 12,805 (100%)   | $1,843,745  |
| 3 de noviembre de 2022   | Portland         | Estados Unidos | Moda Center                | Roddy Ricch      | 13,123 / 13,123 (100%)   | $1,377,477  |
| 5 de noviembre de 2022   | Seattle          | Estados Unidos | Climate Pledge Arena       | Roddy Ricch      | 14,159 / 14,159 (100%)   | $2,043,329  |
| 6 de noviembre de 2022   | Vancouver        | Canadá         | Rogers Arena               | Roddy Ricch      | 13,632 / 13,632 (100%)   | $1,894,627  |
| 10 de noviembre de 2022  | Inglewood        | Estados Unidos | Kia Forum                  | Roddy Ricch      | 13,459 / 13,459 (100%)   | $1,545,940  |
| 11 de noviembre de 2022  | Paradise         | Estados Unidos | T-Mobile Arena             | Roddy Ricch      | 14,381 / 14,381 (100%)   | $2,392,925  |
| 13 de noviembre de 2022  | Inglewood        | Estados Unidos | Kia Forum                  | Roddy Ricch      | 13,459 / 13,459 (100%)   | $1,545,940  |
| 15 de noviembre de 2022  | Los Angeles      | Estados Unidos | Crypto.com Arena           | Roddy Ricch      | 27,001 / 27,001 (100%)   | $2,917,389  |
| 16 de noviembre de 2022  | Los Angeles      | Estados Unidos | Crypto.com Arena           | Roddy Ricch      | 27,001 / 27,001 (100%)   | $2,917,389  |
| Europa                   |                  |                |                            |                  |                          |             |
| 22 de abril de 2023      | Oslo             | Noruega        | Telenor Arena              | Kamelen          | 18,018 / 18,018 (100%)   | $1,292,121  |
| 25 de abril de 2023      | Estocolmo        | Suecia         | Avicii Arena               | Rae Sremmurd     | 10,016 / 10,016 (100%)   | $610,271    |
| 26 de abril de 2023      | Copenhague       | Dinamarca      | Royal Arena                | Rae Sremmurd     | 15,525 / 15,525 (100%)   | $1,540,712  |
| 28 de abril de 2023      | Amberes          | Bélgica        | Sportpaleis                | Rae Sremmurd     | 13,739 / 13,739 (100%)   | $1,104,129  |
| 30 de abril de 2023      | Zúrich           | Suiza          | Hallenstadion              | Rae Sremmurd     | 12,882 / 12,882 (100%)   | $1,172,166  |
| 1 de mayo de 2023        | Colonia          | Alemania       | Lanxess Arena              | Rae Sremmurd     | 15,692 / 15,692 (100%)   | $1,637,539  |
| 4 de mayo de 2023        | Londres          | Reino Unido    | The O2 Arena               | Rae Sremmurd     | 50,467 / 50,467 (100%)   | $6,598,393  |
| 6 de mayo de 2023        | Londres          | Reino Unido    | The O2 Arena               | Rae Sremmurd     | 50,467 / 50,467 (100%)   | $6,598,393  |
| 7 de mayo de 2023        | Londres          | Reino Unido    | The O2 Arena               | Rae Sremmurd     | 50,467 / 50,467 (100%)   | $6,598,393  |
| 9 de mayo de 2023        | Dublín           | Irlanda        | 3Arena                     | Rae Sremmurd     | 20,943 / 20,943 (100%)   | $2,162,311  |
| 10 de mayo de 2023       | Dublín           | Irlanda        | 3Arena                     | Rae Sremmurd     | 20,943 / 20,943 (100%)   | $2,162,311  |
| 13 de mayo de 2023       | Glasgow          | Reino Unido    | OVO Hydro                  | Rae Sremmurd     | 12,554 / 12,554 (100%)   | $1,625,916  |
| 14 de mayo de 2023       | Birmingham       | Reino Unido    | Resorts World Arena        | Rae Sremmurd     | 14,016 / 14,016 (100%)   | $1,862,888  |
| 16 de mayo de 2023       | Mánchester       | Reino Unido    | AO Arena                   | Rae Sremmurd     | 28,805 / 28,805 (100%)   | $3,477,414  |
| 17 de mayo de 2023       | Mánchester       | Reino Unido    | AO Arena                   | Rae Sremmurd     | 28,805 / 28,805 (100%)   | $3,477,414  |
| 19 de mayo de 2023       | Ámsterdam        | Países Bajos   | Ziggo Dome                 | Rae Sremmurd     | 32,317 / 32,317 (100%)   | $3,049,245  |
| 20 de mayo de 2023       | Ámsterdam        | Países Bajos   | Ziggo Dome                 | Rae Sremmurd     | 32,317 / 32,317 (100%)   | $3,049,245  |
| Total                    | Total            | Total          | Total                      | Total            | 244,974 / 244,974 (100%) | $26,133,105 |